# Герб Костромы
Герб Костромы — наряду с флагом официальный геральдический символ города Костромы. Утверждён 24 октября 1767 года, восстановлен 5 июля 1878 года, повторно восстановлен 7 октября 1992 года, повторно утверждён 22 августа 2002 года.

## Современный герб
За основу современного герба, утверждённого 22 августа 2002 года Думой города Костромы, принявшей положение «О гербе города Костромы», взят герб 1778 года.

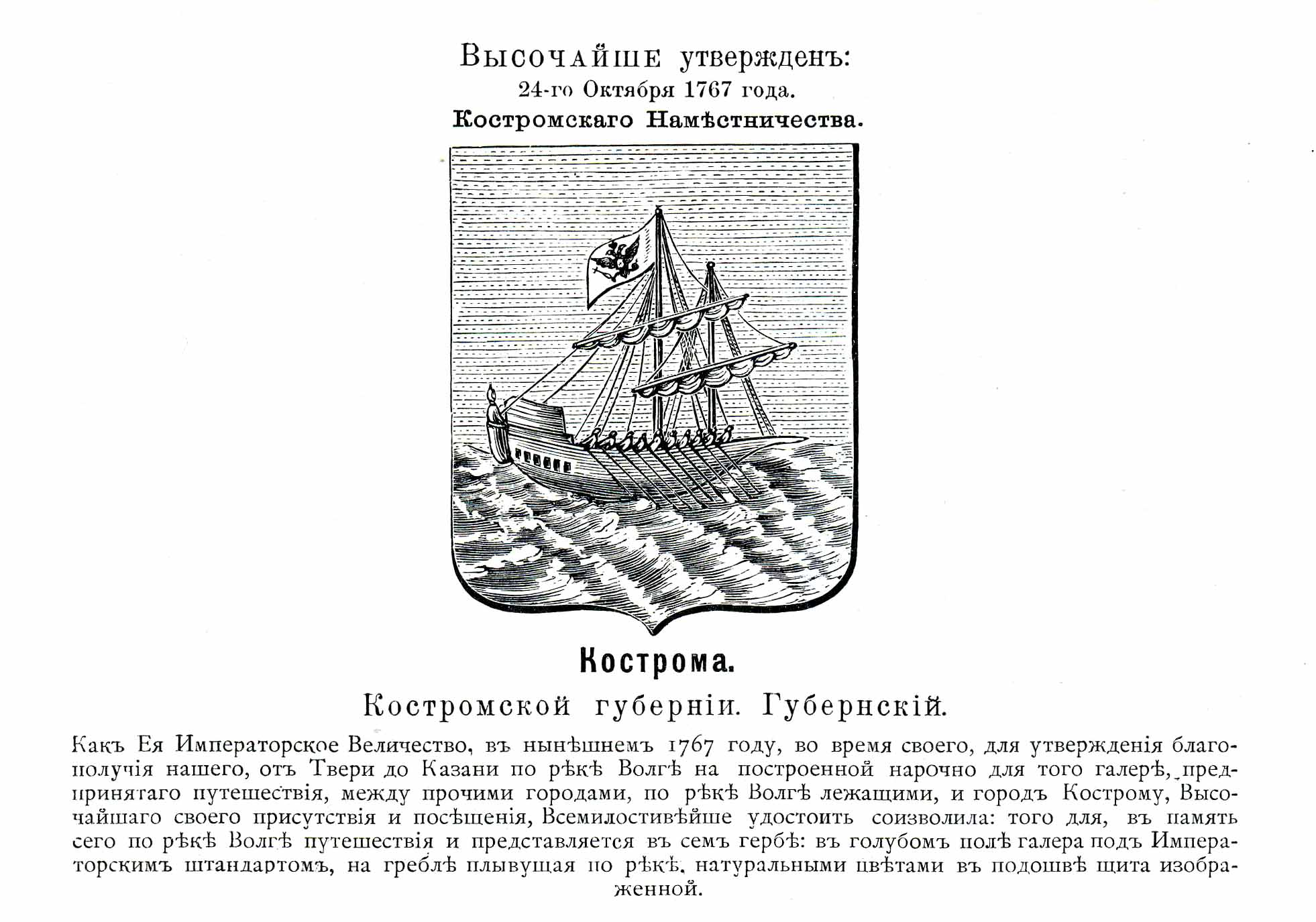
Герб города с официальным описанием. 1767

Герб города Костромы представляет собой щит, на котором в лазоревом поле плывущая влево по таковым же, с серебряными гребнями, волнам золотая галера с убранными серебряными парусами и десятью золотыми гребцами; на мачте - Императорский штандарт. Геральдическая левая сторона расположена справа от зрителя. Императорский штандарт изображается как золотое полотнище, посередине которого изображен российский государственный орел времен Екатерины Великой. Данный городской символ существует с октября 1767 года, жалован Костроме императрицей Екатериной II в знак посещения города в том же году.

## История герба Костромы
Кострома относится к старинным городам России, упоминаясь в летописях с 1213 года. С середины XIII века до середины XIV века существует самостоятельное Костромское удельное княжество, вошедшее затем в состав Великого княжества Московского. Позднее Кострома становится крупным торговым и ремесленным центром России.
Однако Кострома долгое время не имела своей общепризнанной эмблемы. Так, в «Титулярнике» Алексея Михайловича (1672 год), среди 33 территориальных эмблем России костромской нет. Не способствовала разработке и принятию своего герба и реформа административно-территориального деления, проведённая в 1708 году: Костромской край оказался поделенным между Московской, Архангельской и Казанской губерниями. И лишь в 1719 году в составе Московской губернии был образована Костромская провинция. Вскоре после этого, в начале 1740-х годов, в Костроме появляется первый герб, который используется как эмблема города. Герб, по-видимому, был создан в Геральдмейстерской конторе и представлял собой крест под короной. Но этот герб так и не был утвержден императрицей Елизаветой Петровной.
24 октября 1767 года под № 12992 Екатериной II был утвержден доклад Сената, устанавливающий герб города Костромы и уезда.

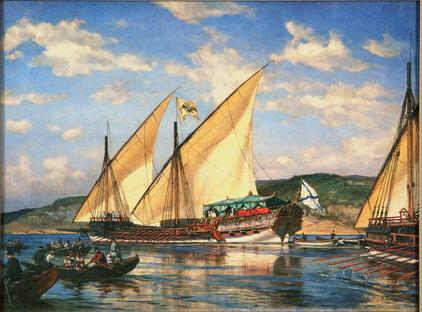
Галера «Тверь», 1879. Художник А.К. Беггров
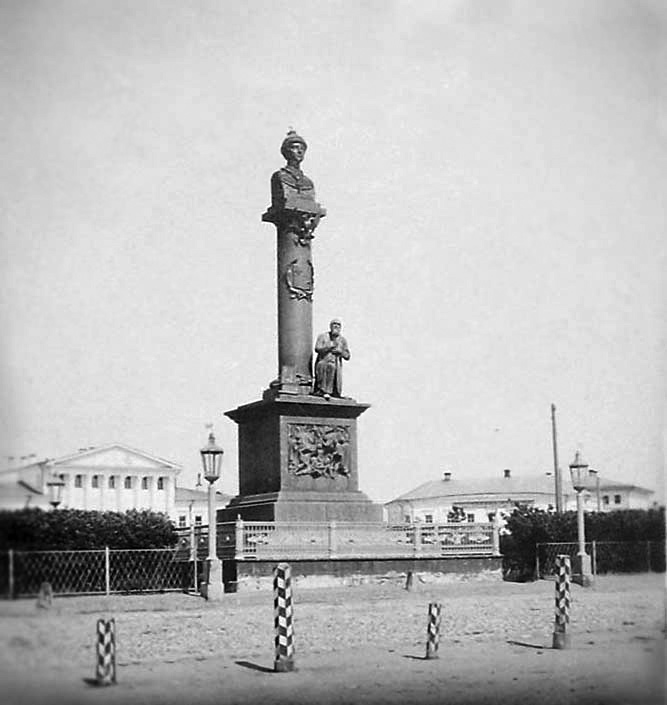
Памятник царю Михаилу Фёдоровичу и крестьянину Ивану Сусанину в Костроме с изображением «павловского» герба (1851)

Весной-летом 1767 года императрица совершила ознакомительную поездку по волжским городам. Специально для этого путешествия в городе Твери была построена флотилия из 10 парусных и гребных судов. Флагманским судном флотилии была галера «Тверь», по свидетельству современников, — замечательное творение русских судостроителей. В этой поездке императрицу сопровождала большая свита, состоявшая из придворных вельмож, послов иностранных государств.
14 мая 1767 года флотилия кораблей подплыла к городу Кострома. Здесь царствующей особе был оказан пышный приём со стороны восторженных костромичей: артиллерийский салют, беспрерывный звон колоколов, иллюминация, триумфальные арки. Представители различных сословий города — дворянства, купечества, духовенства — приветствовали императрицу. Все это произвело на неё, по-видимому, неизгладимое впечатление.
Узнав, что «как город сей, так и его уезд не имеют никакого герба», Екатерина II , ещё находясь в путешествии, отправила 15 мая 1767 года письмо генерал-прокурору А. А. Вяземскому: «Прикажите в Герольдии сделать городу и уезду костромской герб, коим намерена их пожаловать». Очевидно, поэтому Геральдмейстерская контора решила изобразить в гербе галеру «Тверь».
Как Её императорское величество, в нынешнем 1767 году, во время своего, для утверждения благополучия нашего, от Твери до Казани по реке Волге на построенной нарочно для того галере, предпринятого путешествия, между прочими городами, по реке Волге лежащими, и город Кострому Высочайшего своего присутствия и посещения Всемилостливейше удостоить соизволила: того для, в память сего по реке Волге путешествия и представляется в сем гербе: в голубом поле галера под Императорским штандартом, на гребле плывущая по реке, натуральными цветами в подошве щита изображенной.
Кострома стала первым городом России, получившим собственный (городской) герб. Пожалование Костроме герба — один из первых шагов, предпринятых правительством в 60-х гг. XVIII в. в деле устройства городов. К ним относятся постановления, касающиеся внешнего вида городов, упорядочения городского строения и городской планировки. С начала 70-х гг. XVIII в. пожалование российским городам герба как официального отличительного знака становится массовым явлением.
Однако, когда в конце 1796 г. была создана Костромская губерния, Павел I изменяет герб Костромы. По его личному повелению городу и новой губернии был дан иной герб. Он представлял собой
«щит, разделенный на четыре части: в первой, червлёной части серебряный крест, вторая и третья части золотые; в четвёртой, зелёной части серебряный полумесяц рогами вниз». Символика и происхождение этого герба неизвестны. Именно этот герб был изображён на знамёнах четырёх полков костромских ополченцев, созданных во время Отечественной войны 1812 года. Легитимность его ещё раз была подтверждена указом Николая I от 28 ноября 1834 года, и он был размещён на колонне памятника на Сусанинской площади. Герб просуществовал более восьмидесяти лет.
В 1878 году по предложению руководителя Гербового отделения Департамента герольдии Сената барона Б. В. Кёне была усовершенствована геральдическая система России. Б. В. Кёне предложил использовать в гербе Костромы и Костромской губернии образ гребного судна на волжской воде, модернизировав старый екатерининский герб.
В лазуревом щите, на серебряной воде золотой древний Варяжский корабль, с орлиной головой и крыльями на носовой части, с парусом, флагом, на котором Императорский орёл и с семью гребцами. Щит увенчан Императорскою короною и окружён золотыми дубовыми листьями, соединёнными Андреевскою лентою.
В этом виде герб Костромы и Костромской губернии просуществовал до революции 1917 года. В настоящее время эта эмблема является основой герба Костромской области.

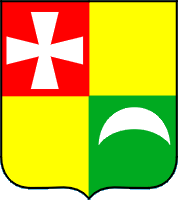
Герб Костромы и Костромской губернии с 1796 по 1878 год
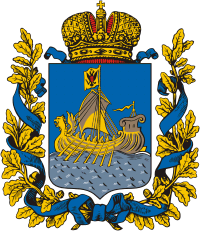
Герб Костромы и Костромской губернии с 1878 по 1917 год
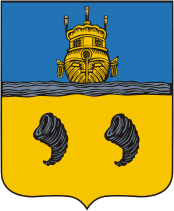
Герб Нерехты (1779)
Современный флаг Костромы

## На других гербах и флагах
В результате административно-территориальной реформы 70-х годов XVIII в. Российская империя была заново разделена на наместничества и губернии с приписанными к ним городами. Это сопровождалось массовым пожалованием городам гербов. Всего за время царствования Екатерины II было учреждено около 500 городских гербов.
В числе первых свои гербы в 1779 году получили 12 городов Костромского наместничества, образованного 24 августа (4 сентября) 1778 г. Высочайше утверждённый 29 мая (9 июня) 1779 г. доклад Сената «О гербах городам Костромского и Рязанского Наместничеств» гласит:
По именному Вашего Императорского Величества указу Костромская и Рязанская Провинции учреждены Наместничеством, и к оным приписаны города; но как они, по новому их учреждению, гербов не имели, то по приказанию Сената в должности Геральдмейстера Статским Советником Волковым, для оных городов сочинены гербы и представлены Сенату; при сочинении же оных за правило поставлено, чтобы во всяком гербе Костромского и Рязанского Наместничеств в щите была часть из герба Наместнического города…
Для гербов Костромского наместничества (позже губернии) был использован образ екатерининской галеры с герба Костромы. Так, описание исторического герба уездного города Нерехты, утверждённое 29 марта (9 апреля) 1779 года, гласит: «Въ I-й части щита, часть герба Костромскаго: въ голубомъ полѣ, корма галерная съ тремя фонарями и съ опущенными лѣстницами — въ голубомъ полѣ. Во 2-й части — въ золотомъ полѣ, двѣ черныя раковины улитки, означающія двѣ рѣчки, находящіеся около сего города, изобилующія оными.»
Герб Костромы с изображением жёлтой галеры под белыми парусами и с императорским штандартом на мачте размещается на современном флаге Костромы.